# 正七位
正七位（しょうしちい）は、日本の位階における位の一つ。従六位の下、従七位の上に位する。

## 解説
大宝元年（701年）、他の位階とともに大宝律令において初めて制定された。律令制において正七位は、さらに正七位上と正七位下の二階に分けられた。明治時代初期の太政官制においては、上下の別がなくされ、神祇官の権大史、太政官の権少史などの官職に相当する位階とされた。
昭和21年（1946年）の生存者叙位停止まで、正七位は、文官では高等官6等（警視など）、武官では大尉（中隊長など）の初叙位階とされた。停止後は、故人のみを対象として、省庁の地方出先機関の課長級職員、警視の階級にあった警察官などが叙位されている。
著名な正七位の叙位の例としては、十和田湖の開発に尽力した和井内貞行、東武東上線ときわ台駅で殉職した警視庁警部の宮本邦彦の叙位などがある。